# Campionatul European de Handbal Masculin din 2020
Campionatul European de Handbal Masculin din 2020 a fost cea de a 14-a ediție a Campionatului european de handbal masculin găzduită pentru prima dată de 3 țări, Austria, Norvegia și Suedia, din semifinale meciurile jucându-se la Stockholm. Echipa Spaniei a devenit campioană pentru a doua oară, păstrându-și titlul cucerit în urmă cu doi ani.

## Arene
| Stockholm, Suedia  | Malmö, Suedia      | Göteborg, Suedia    |
| ------------------ | ------------------ | ------------------- |
| Tele2 Arena        | Malmö Arena        | Scandinavium        |
| Capacitate: 24.000 | Capacitate: 14.000 | Capacitate: 12.000  |
|                    |                    |                     |
| Viena, Austria     | Graz, Austria      | Trondheim, Norvegia |
| Wiener Stadthalle  | Graz Messehalle    | Trondheim Spektrum  |
| Capacitate: 12.000 | Capacitate: 6.000  | Capacitate: 8.000   |
|                    |                    |                     |

## Calificare

### Echipe calificate
| Țară                  | Calificată ca               | Data obținerii calificări | Apariții anterioare în competiție                                                 |
| --------------------- | --------------------------- | ------------------------- | --------------------------------------------------------------------------------- |
| Austria               | Țară gazdă                  | 20 septembrie 2014        | 3 (2010, 2014, 2018)                                                              |
| Norvegia              | Țară gazdă                  | 20 septembrie 2014        | 8 (2000, 2006, 2008, 2010, 2012, 2014, 2016, 2018)                                |
| Suedia                | Țară gazdă                  | 20 septembrie 2014        | 12 (1994, 1996, 1998, 2000, 2002, 2004, 2006, 2008, 2010, 2012, 2014, 2016, 2018) |
| Spania                | Campioană Europeană în 2018 | 26 ianuarie 2018          | 13 (1994, 1996, 1998, 2000, 2002, 2004, 2006, 2008, 2010, 2012, 2014, 2016, 2018) |
| Germania              | Grupa 1                     | 13 aprilie 2019           | 12 (1994, 1996, 1998, 2000, 2002, 2004, 2006, 2008, 2010, 2012, 2016, 2018)       |
| Slovenia              | Grupa 4                     | 14 aprilie 2019           | 11 (1994, 1996, 2000, 2002, 2004, 2006, 2008, 2010, 2012, 2016, 2018)             |
| Croația               | Grupa 2                     | 14 aprilie 2019           | 13 (1994, 1996, 1998, 2000, 2002, 2004, 2006, 2008, 2010, 2012, 2014, 2016, 2018) |
| Macedonia de Nord     | Grupa 3                     | 12 iunie 2019             | 5 (1998, 2012, 2014, 2016, 2018)                                                  |
| Danemarca             | Grupa 8                     | 12 iunie 2019             | 12 (1994, 1996, 2000, 2002, 2004, 2006, 2008, 2010, 2012, 2014, 2016, 2018)       |
| Ungaria               | Grupa 7                     | 12 iunie 2019             | 11 (1994, 1996, 1998, 2004, 2006, 2008, 2010, 2012, 2014, 2016, 2018)             |
| Letonia               | Grupa 4                     | 12 iunie 2019             | 0 (Debut)                                                                         |
| Portugalia            | Grupa 6                     | 13 iunie 2019             | 5 (1994, 2000, 2002, 2004, 2006)                                                  |
| Franța                | Grupa 6                     | 13 iunie 2019             | 13 (1994, 1996, 1998, 2000, 2002, 2004, 2006, 2008, 2010, 2012, 2014, 2016, 2018) |
| Rusia                 | Grupa 7                     | 13 iunie 2019             | 12 (1994, 1996, 1998, 2000, 2002, 2004, 2006, 2008, 2010, 2012, 2014, 2016,)      |
| Cehia                 | Grupa 5                     | 13 iunie 2019             | 9 (1996, 1998, 2002, 2004, 2008, 2010, 2012, 2014, 2018)                          |
| Belarus               | Grupa 5                     | 13 iunie 2019             | 5 (1994, 2008, 2014, 2016, 2018)                                                  |
| Polonia               | Grupa 1                     | 16 iunie 2019             | 8 (2002, 2004, 2006, 2008, 2010, 2012, 2014, 2016)                                |
| Elveția               | Grupa 2                     | 16 iunie 2019             | 3 (2002, 2004, 2006)                                                              |
| Islanda               | Grupa 3                     | 16 iunie 2019             | 10 (2000, 2002, 2004, 2006, 2008, 2010, 2012, 2014, 2016, 2018)                   |
| Muntenegru            | Grupa 8                     | 16 iunie 2019             | 4 (2008, 2014, 2016, 2018)                                                        |
| Bosnia și Herțegovina | Locul al treilea Grupa 5    | 16 iunie 2019             | 0 (Debut)                                                                         |
| Serbia                | Locul al treilea Grupa 2    | 16 iunie 2019             | 5 (2010, 2012, 2014, 2016, 2018)                                                  |
| Țările de Jos         | Locul al treilea Grupa 4    | 16 iunie 2019             | 0 (Debut)                                                                         |
| Ucraina               | Locul al treilea Grupa 8    | 16 iunie 2019             | 5 (2000, 2002, 2004, 2006, 2010)                                                  |

## Arbitrii
23 perechi de arbitri au fost pre-nominalizate pe 21 august 2019
| Arbitri           | Arbitri                                 |
| ----------------- | --------------------------------------- |
| Austria           | Radojko Brkić Andrej Jusufhodžić        |
| Cehia             | Václav Horáček Jiři Novotný             |
| Croația           | Dalibor Jurinović Marko Mrvica          |
| Croația           | Matija Gubica Boris Milošević           |
| Danemarca         | Jesper Madsen Henrik Mortensen          |
| Danemarca         | Martin Gjeding Mads Hansen              |
| Elveția           | Arthur Brunner Morad Salah              |
| Franța            | Charlotte Bonaventura Julie Bonaventura |
| Franța            | Stevann Pichon Laurent Reveret          |
| Germania          | Robert Schulze Tobias Tönnies           |
| Germania          | Lars Geipel Marcus Helbig               |
| Islanda           | Jónas Elíasson Anton Palsson            |
| Lituania          | Vaidas Mažeika Mindaugas Gatelis        |
| Muntenegru        | Ivan Pavićević Miloš Ražnatović         |
| Norvegia          | Lars Jørum Håvard Kleven                |
| Portugalia        | Duarte Santos Ricardo Fonseca           |
| Macedonia de Nord | Gjorgi Nachevski Slave Nikolov          |
| Serbia            | Nenad Nikolić Dušan Stojković           |
| Slovacia          | Michal Baďura Jaroslav Ondogrecula      |
| Slovenia          | Bojan Lah David Sok                     |
| Spania            | Andreu Marín Ignacio García             |
| Spania            | Óscar Raluy Ángel Sabroso               |
| Suedia            | Mirza Kurtagic Mattias Wetterwik        |

## Tragerea la sorți
Tragerea la sorți a avut loc pe 28 iunie 2019, de la ora locală 12:00 la Erste Bank Campus, în Viena.
| Urna 1 | Urna a 2-a                                                                                                 | Urna a 3-a                                                                         | Urna a 4-a                                                                   |
| --- | --- | ---------------------------------------------------------------------------------- | ---------------------------------------------------------------------------- |
| - Spania - Suedia (asignată la F1) - Franța - Danemarca (asignată la E1) - Croația (asignată la A1) - Cehia | - Norvegia (asignată la D2) - Slovenia - Germania (asignată la C2) - Macedonia de Nord - Ungaria - Belarus | - Austria (asignată la B3) - Islanda - Muntenegru - Portugalia - Elveția - Letonia | - Polonia - Rusia - Serbia - Ucraina - Bosnia și Herțegovina - Țările de Jos |

## Grupele preliminare

### Grupa A
| Loc | Echipa     | MJ | V | E | Î | GM | GP | DG  | Pct | Calificare       |
| --- | ---------- | -- | - | - | - | -- | -- | --- | --- | ---------------- |
| 1   | Croația    | 3  | 3 | 0 | 0 | 82 | 65 | +17 | 6   | Grupa principală |
| 2   | Belarus    | 3  | 2 | 0 | 1 | 94 | 88 | +6  | 4   | Grupa principală |
| 3   | Muntenegru | 3  | 1 | 0 | 2 | 70 | 84 | −14 | 2   |                  |
| 4   | Serbia     | 3  | 0 | 0 | 3 | 72 | 81 | −9  | 0   |                  |

| 9 ianuarie 2020 18:15 | Belarus   | 35–30   | Serbia        | Stadthalle Graz, Graz Asistență: 3.806 Arbitri: Santos, Fonseca |
| 9 ianuarie 2020 18:15 | Karalek 9 | (16–15) | Radivojević 6 | Stadthalle Graz, Graz Asistență: 3.806 Arbitri: Santos, Fonseca |
| 9 ianuarie 2020 18:15 | 9× 1×     | Raport  | 3× 2×         | Stadthalle Graz, Graz Asistență: 3.806 Arbitri: Santos, Fonseca |

| 9 ianuarie 2020 20:30 | Croația   | 27–21   | Muntenegru | Stadthalle Graz, Graz Asistență: 5.360 Arbitri: Brunner, Salah |
| 9 ianuarie 2020 20:30 | Cindrić 6 | (12–13) | Grbović 6  | Stadthalle Graz, Graz Asistență: 5.360 Arbitri: Brunner, Salah |
| 9 ianuarie 2020 20:30 | 2×        | Raport  | 7× 3×      | Stadthalle Graz, Graz Asistență: 5.360 Arbitri: Brunner, Salah |

| 11 ianuarie 2020 16:00 | Croația   | 31–23   | Belarus    | Stadthalle Graz, Graz Asistență: 6.000 Arbitri: Bonaventura, Bonaventura |
| 11 ianuarie 2020 16:00 | Karačić 6 | (15–10) | Vailupau 8 | Stadthalle Graz, Graz Asistență: 6.000 Arbitri: Bonaventura, Bonaventura |
| 11 ianuarie 2020 16:00 | 4×        | Raport  | 5× 1×      | Stadthalle Graz, Graz Asistență: 6.000 Arbitri: Bonaventura, Bonaventura |

| 11 ianuarie 2020 18:15 | Muntenegru | 22–21   | Serbia  | Stadthalle Graz, Graz Asistență: 5.500 Arbitri: Madsen, Mortensen |
| 11 ianuarie 2020 18:15 | Grbović 5  | (11–10) | Kukić 6 | Stadthalle Graz, Graz Asistență: 5.500 Arbitri: Madsen, Mortensen |
| 11 ianuarie 2020 18:15 | 7× 2×      | Raport  | 4× 1×   | Stadthalle Graz, Graz Asistență: 5.500 Arbitri: Madsen, Mortensen |

| 13 ianuarie 2020 18:15 | Muntenegru | 27–36   | Belarus    | Stadthalle Graz, Graz Asistență: 5.000 Arbitri: Jørum, Kleven |
| 13 ianuarie 2020 18:15 | Lipovina 5 | (11–17) | Vailupau 7 | Stadthalle Graz, Graz Asistență: 5.000 Arbitri: Jørum, Kleven |
| 13 ianuarie 2020 18:15 | 2× 1×      | Raport  | 3× 1×      | Stadthalle Graz, Graz Asistență: 5.000 Arbitri: Jørum, Kleven |

| 13 ianuarie 2020 20:30 | Serbia               | 21–24  | Croația              | Stadthalle Graz, Graz Asistență: 6.500 Arbitri: Kurtagic, Wetterwik |
| 13 ianuarie 2020 20:30 | Kukić, Radivojević 4 | (10–8) | Duvnjak, Stepančić 5 | Stadthalle Graz, Graz Asistență: 6.500 Arbitri: Kurtagic, Wetterwik |
| 13 ianuarie 2020 20:30 | 4×                   | Raport | 5× 2×                | Stadthalle Graz, Graz Asistență: 6.500 Arbitri: Kurtagic, Wetterwik |

### Grupa B
| Loc | Echipa            | MJ | V | E | Î | GM | GP | DG  | Pct | Calificare       |
| --- | ----------------- | -- | - | - | - | -- | -- | --- | --- | ---------------- |
| 1   | Austria (H)       | 3  | 3 | 0 | 0 | 98 | 87 | +11 | 6   | Grupa principală |
| 2   | Cehia             | 3  | 2 | 0 | 1 | 79 | 76 | +3  | 4   | Grupa principală |
| 3   | Macedonia de Nord | 3  | 1 | 0 | 2 | 79 | 84 | −5  | 2   |                  |
| 4   | Ucraina           | 3  | 0 | 0 | 3 | 74 | 83 | −9  | 0   |                  |

| 10 ianuarie 2020 18:15 | Cehia    | 28–32   | Austria  | Wiener Stadthalle, Viena Asistență: 7.070 Arbitri: Elíasson, Pálsson |
| 10 ianuarie 2020 18:15 | Hrstka 6 | (14–13) | Bilyk 12 | Wiener Stadthalle, Viena Asistență: 7.070 Arbitri: Elíasson, Pálsson |
| 10 ianuarie 2020 18:15 | 3×       | Raport  | 5× 1×    | Wiener Stadthalle, Viena Asistență: 7.070 Arbitri: Elíasson, Pálsson |

| 10 ianuarie 2020 20:30 | Macedonia de Nord | 26–25   | Ucraina      | Wiener Stadthalle, Viena Asistență: 7.070 Arbitri: Jørum, Kleven |
| 10 ianuarie 2020 20:30 | Lazarov 8         | (13–10) | Ostroushko 5 | Wiener Stadthalle, Viena Asistență: 7.070 Arbitri: Jørum, Kleven |
| 10 ianuarie 2020 20:30 | 3× 1×             | Raport  | 7× 1×        | Wiener Stadthalle, Viena Asistență: 7.070 Arbitri: Jørum, Kleven |

| 12 ianuarie 2020 16:00 | Cehia      | 27–25  | Macedonia de Nord | Wiener Stadthalle, Viena Asistență: 6.642 Arbitri: Kurtagic, Wetterwik |
| 12 ianuarie 2020 16:00 | Kašpárek 7 | (9–11) | Lazarov 11        | Wiener Stadthalle, Viena Asistență: 6.642 Arbitri: Kurtagic, Wetterwik |
| 12 ianuarie 2020 16:00 | 6× 1×      | Raport | 3× 1×             | Wiener Stadthalle, Viena Asistență: 6.642 Arbitri: Kurtagic, Wetterwik |

| 12 ianuarie 2020 18:15 | Austria  | 34–30   | Ucraina      | Wiener Stadthalle, Viena Asistență: 7.078 Arbitri: Bonaventura, Bonaventura |
| 12 ianuarie 2020 18:15 | Bilyk 10 | (18–17) | Kozakevych 7 | Wiener Stadthalle, Viena Asistență: 7.078 Arbitri: Bonaventura, Bonaventura |
| 12 ianuarie 2020 18:15 | 3× 1×    | Raport  | 4×           | Wiener Stadthalle, Viena Asistență: 7.078 Arbitri: Bonaventura, Bonaventura |

| 14 ianuarie 2020 18:15 | Austria | 32–28   | Macedonia de Nord | Wiener Stadthalle, Viena Asistență: 7.623 Arbitri: Lah, Sok |
| 14 ianuarie 2020 18:15 | Weber 7 | (18–12) | Stoilov 5         | Wiener Stadthalle, Viena Asistență: 7.623 Arbitri: Lah, Sok |
| 14 ianuarie 2020 18:15 | 4× 2×   | Raport  | 3×                | Wiener Stadthalle, Viena Asistență: 7.623 Arbitri: Lah, Sok |

| 14 ianuarie 2020 20:30 | Ucraina      | 19–23  | Cehia   | Wiener Stadthalle, Viena Asistență: 4.097 Arbitri: Santos, Fonseca |
| 14 ianuarie 2020 20:30 | Kozakevych 4 | (10–9) | Babák 6 | Wiener Stadthalle, Viena Asistență: 4.097 Arbitri: Santos, Fonseca |
| 14 ianuarie 2020 20:30 | 5× 1×        | Raport | 3× 1×   | Wiener Stadthalle, Viena Asistență: 4.097 Arbitri: Santos, Fonseca |

### Grupa C
| Loc | Echipa        | MJ | V | E | Î | GM  | GP | DG  | Pct | Calificare       |
| --- | ------------- | -- | - | - | - | --- | -- | --- | --- | ---------------- |
| 1   | Spania        | 3  | 3 | 0 | 0 | 102 | 73 | +29 | 6   | Grupa principală |
| 2   | Germania      | 3  | 2 | 0 | 1 | 88  | 83 | +5  | 4   | Grupa principală |
| 3   | Țările de Jos | 3  | 1 | 0 | 2 | 80  | 94 | −14 | 2   |                  |
| 4   | Letonia       | 3  | 0 | 0 | 3 | 73  | 93 | −20 | 0   |                  |

| 9 ianuarie 2020 18:15 | Germania             | 34–23   | Țările de Jos | Trondheim Spektrum, Trondheim Asistență: 4.057 Arbitri: Lah, Soh |
| 9 ianuarie 2020 18:15 | Häfner, Kohlbacher 5 | (15–13) | Smits 7       | Trondheim Spektrum, Trondheim Asistență: 4.057 Arbitri: Lah, Soh |
| 9 ianuarie 2020 18:15 | 5× 2× 1×             | Raport  | 4× 2×         | Trondheim Spektrum, Trondheim Asistență: 4.057 Arbitri: Lah, Soh |

| 9 ianuarie 2020 20:30 | Spania            | 33–22   | Letonia      | Trondheim Spektrum, Trondheim Asistență: 4.524 Arbitri: Madsen, Mortensen |
| 9 ianuarie 2020 20:30 | Fernández Pérez 5 | (14–11) | Krištopāns 7 | Trondheim Spektrum, Trondheim Asistență: 4.524 Arbitri: Madsen, Mortensen |
| 9 ianuarie 2020 20:30 | 1× 2×             | Raport  | 5× 1×        | Trondheim Spektrum, Trondheim Asistență: 4.524 Arbitri: Madsen, Mortensen |

| 11 ianuarie 2020 16:00 | Letonia      | 24–32   | Țările de Jos | Trondheim Spektrum, Trondheim Asistență: 5.942 Arbitri: Baďura, Ondrogecula |
| 11 ianuarie 2020 16:00 | Krištopāns 7 | (10–16) | Smits 7       | Trondheim Spektrum, Trondheim Asistență: 5.942 Arbitri: Baďura, Ondrogecula |
| 11 ianuarie 2020 16:00 | 3× 1×        | Raport  | 5× 1×         | Trondheim Spektrum, Trondheim Asistență: 5.942 Arbitri: Baďura, Ondrogecula |

| 11 ianuarie 2020 18:15 | Spania          | 33–26   | Germania  | Trondheim Spektrum, Trondheim Asistență: 6.558 Arbitri: Bruuner, Salah |
| 11 ianuarie 2020 18:15 | A. Dujshebaev 7 | (14–11) | Pekeler 5 | Trondheim Spektrum, Trondheim Asistență: 6.558 Arbitri: Bruuner, Salah |
| 11 ianuarie 2020 18:15 | 4× 2×           | Raport  | 4× 2×     | Trondheim Spektrum, Trondheim Asistență: 6.558 Arbitri: Bruuner, Salah |

| 13 ianuarie 2020 18:15 | Letonia      | 27–28   | Germania | Trondheim Spektrum, Trondheim Asistență: 3.540 Arbitri: Elíasson, Palsson |
| 13 ianuarie 2020 18:15 | Krištopāns 7 | (11–16) | Kühn 8   | Trondheim Spektrum, Trondheim Asistență: 3.540 Arbitri: Elíasson, Palsson |
| 13 ianuarie 2020 18:15 | 6× 1×        | Raport  | 6× 2×    | Trondheim Spektrum, Trondheim Asistență: 3.540 Arbitri: Elíasson, Palsson |

| 13 ianuarie 2020 20:30 | Țările de Jos | 25–36   | Spania    | Trondheim Spektrum, Trondheim Asistență: 3.809 Arbitri: Mažeika, Gatelis |
| 13 ianuarie 2020 20:30 | Smits 8       | (13–17) | Maqueda 6 | Trondheim Spektrum, Trondheim Asistență: 3.809 Arbitri: Mažeika, Gatelis |
| 13 ianuarie 2020 20:30 | 8× 2×         | Raport  | 2×        | Trondheim Spektrum, Trondheim Asistență: 3.809 Arbitri: Mažeika, Gatelis |

### Grupa D
| Loc | Echipa                | MJ | V | E | Î | GM | GP | DG  | Pct | Calificare       |
| --- | --------------------- | -- | - | - | - | -- | -- | --- | --- | ---------------- |
| 1   | Norvegia (H)          | 3  | 3 | 0 | 0 | 94 | 80 | +14 | 6   | Grupa principală |
| 2   | Portugalia            | 3  | 2 | 0 | 1 | 83 | 83 | 0   | 4   | Grupa principală |
| 3   | Franța                | 3  | 1 | 0 | 2 | 82 | 79 | +3  | 2   |                  |
| 4   | Bosnia și Herțegovina | 3  | 0 | 0 | 3 | 73 | 90 | −17 | 0   |                  |

| 10 ianuarie 2020 18:15 | Franța | 25–28   | Portugalia   | Trondheim Spektrum, Trondheim Asistență: 7.507 Arbitri: Sondors, Līcis |
| 10 ianuarie 2020 18:15 | Mem 5  | (11–12) | Branquinho 5 | Trondheim Spektrum, Trondheim Asistență: 7.507 Arbitri: Sondors, Līcis |
| 10 ianuarie 2020 18:15 | 3× 2×  | Raport  | 4× 1×        | Trondheim Spektrum, Trondheim Asistență: 7.507 Arbitri: Sondors, Līcis |

| 10 ianuarie 2020 20:30 | Norvegia   | 32–26   | Bosnia și Herțegovina | Trondheim Spektrum, Trondheim Asistență: 8.232 Arbitri: Schulze, Tönnies |
| 10 ianuarie 2020 20:30 | Sagosen 12 | (17–12) | Prce 7                | Trondheim Spektrum, Trondheim Asistență: 8.232 Arbitri: Schulze, Tönnies |
| 10 ianuarie 2020 20:30 | 4× 1×      | Raport  | 6× 1×                 | Trondheim Spektrum, Trondheim Asistență: 8.232 Arbitri: Schulze, Tönnies |

| 12 ianuarie 2020 16:00 | Portugalia | 27–24   | Bosnia și Herțegovina | Trondheim Spektrum, Trondheim Asistență: 7.936 Arbitri: Mažeika, Gatelis |
| 12 ianuarie 2020 16:00 | Portela 10 | (12–11) | Prce 5                | Trondheim Spektrum, Trondheim Asistență: 7.936 Arbitri: Mažeika, Gatelis |
| 12 ianuarie 2020 16:00 | 3× 1×      | Raport  | 4× 2×                 | Trondheim Spektrum, Trondheim Asistență: 7.936 Arbitri: Mažeika, Gatelis |

| 12 ianuarie 2020 18:15 | Franța     | 26–28   | Norvegia   | Trondheim Spektrum, Trondheim Asistență: 8.932 Arbitri: Horáček, Novotný |
| 12 ianuarie 2020 18:15 | Fabregas 8 | (15–14) | Sagosen 10 | Trondheim Spektrum, Trondheim Asistență: 8.932 Arbitri: Horáček, Novotný |
| 12 ianuarie 2020 18:15 | 5× 1×      | Raport  | 2× 3×      | Trondheim Spektrum, Trondheim Asistență: 8.932 Arbitri: Horáček, Novotný |

| 14 ianuarie 2020 18:15 | Bosnia și Herțegovina | 23–31   | Franța  | Trondheim Spektrum, Trondheim Asistență: 7.937 Arbitri: Jurinović, Mrvica |
| 14 ianuarie 2020 18:15 | Panić 9               | (13–14) | Porte 7 | Trondheim Spektrum, Trondheim Asistență: 7.937 Arbitri: Jurinović, Mrvica |
| 14 ianuarie 2020 18:15 | 4×                    | Raport  | 2×      | Trondheim Spektrum, Trondheim Asistență: 7.937 Arbitri: Jurinović, Mrvica |

| 14 ianuarie 2020 20:30 | Portugalia | 28–34   | Norvegia | Trondheim Spektrum, Trondheim Asistență: 9.069 Arbitri: Baďura, Ondogrecula |
| 14 ianuarie 2020 20:30 | Areia 5    | (14–16) | Jøndal 7 | Trondheim Spektrum, Trondheim Asistență: 9.069 Arbitri: Baďura, Ondogrecula |
| 14 ianuarie 2020 20:30 | 6× 2×      | Raport  | 5× 3×    | Trondheim Spektrum, Trondheim Asistență: 9.069 Arbitri: Baďura, Ondogrecula |

### Grupa E
| Loc | Echipa        | MJ | V | E | Î | GM | GP | DG  | Pct | Calificare       |
| --- | ------------- | -- | - | - | - | -- | -- | --- | --- | ---------------- |
| 1   | Ungaria (A)   | 3  | 2 | 1 | 0 | 74 | 67 | +7  | 5   | Grupa principală |
| 2   | Islanda (A)   | 3  | 2 | 0 | 1 | 83 | 77 | +6  | 4   | Grupa principală |
| 3   | Danemarca (E) | 2  | 0 | 1 | 1 | 54 | 55 | −1  | 1   |                  |
| 4   | Rusia (E)     | 2  | 0 | 0 | 2 | 48 | 60 | −12 | 0   |                  |

| 11 ianuarie 2020 16:00 | Ungaria  | 26–25   | Rusia      | Malmö Arena, Malmö Asistență: 9.202 Arbitri: Jurinović, Mrvica |
| 11 ianuarie 2020 16:00 | Balogh 7 | (14–13) | Santalov 5 | Malmö Arena, Malmö Asistență: 9.202 Arbitri: Jurinović, Mrvica |
| 11 ianuarie 2020 16:00 | 3× 2×    | Raport  | 2×         | Malmö Arena, Malmö Asistență: 9.202 Arbitri: Jurinović, Mrvica |

| 11 ianuarie 2020 18:15 | Danemarca   | 30–31   | Islanda       | Malmö Arena, Malmö Asistență: 10.593 Arbitri: Pavićević, Ražnatović |
| 11 ianuarie 2020 18:15 | M. Hansen 9 | (15–15) | Pálmarsson 10 | Malmö Arena, Malmö Asistență: 10.593 Arbitri: Pavićević, Ražnatović |
| 11 ianuarie 2020 18:15 | 3× 1×       | Raport  | 4× 2×         | Malmö Arena, Malmö Asistență: 10.593 Arbitri: Pavićević, Ražnatović |

| 13 ianuarie 2020 18:15 | Islanda         | 34–23   | Rusia      | Malmö Arena, Malmö Asistență: 7.099 Arbitri: Nachevski, Nikolov |
| 13 ianuarie 2020 18:15 | trei jucători 6 | (18–11) | Kalarash 6 | Malmö Arena, Malmö Asistență: 7.099 Arbitri: Nachevski, Nikolov |
| 13 ianuarie 2020 18:15 | 4× 2×           | Raport  | 4× 3×      | Malmö Arena, Malmö Asistență: 7.099 Arbitri: Nachevski, Nikolov |

| 13 ianuarie 2020 20:30 | Danemarca  | 24–24   | Ungaria  | Malmö Arena, Malmö Asistență: 8.377 Arbitri: Sondors, Līcis |
| 13 ianuarie 2020 20:30 | Bramming 6 | (11–13) | Balogh 7 | Malmö Arena, Malmö Asistență: 8.377 Arbitri: Sondors, Līcis |
| 13 ianuarie 2020 20:30 | 2× 3×      | Raort   | 4× 3×    | Malmö Arena, Malmö Asistență: 8.377 Arbitri: Sondors, Līcis |

| 15 ianuarie 2020 18:15 | Islanda                  | 18–24  | Ungaria   | Malmö Arena, Malmö Asistență: 7.587 Arbitri: Marín, García |
| 15 ianuarie 2020 18:15 | Pálmarsson, Sigurðsson 4 | (12–9) | Bánhidi 8 | Malmö Arena, Malmö Asistență: 7.587 Arbitri: Marín, García |
| 15 ianuarie 2020 18:15 | 4× 1×                    | Raport | 4× 2×     | Malmö Arena, Malmö Asistență: 7.587 Arbitri: Marín, García |

| 15 ianuarie 2020 20:30 | Rusia    | 28–31   | Danemarca   | Malmö Arena, Malmö Asistență: 8.978 Arbitri: Brkić, Jusufhodžić |
| 15 ianuarie 2020 20:30 | Soroka 6 | (15–12) | M. Hansen 7 | Malmö Arena, Malmö Asistență: 8.978 Arbitri: Brkić, Jusufhodžić |
| 15 ianuarie 2020 20:30 | 3×       | Raport  | 2× 1×       | Malmö Arena, Malmö Asistență: 8.978 Arbitri: Brkić, Jusufhodžić |

### Grupa F
| Loc | Echipa     | MJ | V | E | Î | GM | GP | DG  | Pct | Calificare       |
| --- | ---------- | -- | - | - | - | -- | -- | --- | --- | ---------------- |
| 1   | Slovenia   | 3  | 3 | 0 | 0 | 76 | 67 | +9  | 6   | Grupa principală |
| 2   | Suedia (H) | 3  | 2 | 0 | 1 | 81 | 68 | +13 | 4   | Grupa principală |
| 3   | Elveția    | 3  | 1 | 0 | 2 | 77 | 87 | −10 | 2   |                  |
| 4   | Polonia    | 3  | 0 | 0 | 3 | 73 | 85 | −12 | 0   |                  |

| 10 ianuarie 2020 18:15 | Slovenia                 | 26–23   | Polonia  | Scandinavium, Göteborg Asistență: 7.276 Arbitri: Horáček, Novotný |
| 10 ianuarie 2020 18:15 | Blagotinšek, Mačkovšek 5 | (13–11) | Moryto 8 | Scandinavium, Göteborg Asistență: 7.276 Arbitri: Horáček, Novotný |
| 10 ianuarie 2020 18:15 | 5× 1×                    | Raport  | 5×       | Scandinavium, Göteborg Asistență: 7.276 Arbitri: Horáček, Novotný |

| 10 ianuarie 2020 20:30 | Suedia          | 34–21   | Elveția  | Scandinavium, Göteborg Asistență: 11.644 Arbitri: Marín, García |
| 10 ianuarie 2020 20:30 | trei jucători 6 | (20–13) | Schmid 4 | Scandinavium, Göteborg Asistență: 11.644 Arbitri: Marín, García |
| 10 ianuarie 2020 20:30 | 4×              | Raort   | 1×       | Scandinavium, Göteborg Asistență: 11.644 Arbitri: Marín, García |

| 12 ianuarie 2020 16:00 | Elveția   | 31–24   | Polonia | Scandinavium, Göteborg Asistență: 8.061 Arbitri: Brkić, Jusufhodžić |
| 12 ianuarie 2020 16:00 | Schmid 15 | (14–12) | Sićko 5 | Scandinavium, Göteborg Asistență: 8.061 Arbitri: Brkić, Jusufhodžić |
| 12 ianuarie 2020 16:00 | 5× 2×     | Raport  | 4× 2×   | Scandinavium, Göteborg Asistență: 8.061 Arbitri: Brkić, Jusufhodžić |

| 12 ianuarie 2020 18:15 | Suedia         | 19–21  | Slovenia  | Scandinavium, Göteborg Asistență: 11.896 Arbitri: Schulze, Tönnies |
| 12 ianuarie 2020 18:15 | Gottfridsson 5 | (9–10) | Dolenec 7 | Scandinavium, Göteborg Asistență: 11.896 Arbitri: Schulze, Tönnies |
| 12 ianuarie 2020 18:15 | 5× 1×          | Raport | 3× 2×     | Scandinavium, Göteborg Asistență: 11.896 Arbitri: Schulze, Tönnies |

| 14 ianuarie 2020 18:15 | Elveția  | 25–29   | Slovenia  | Scandinavium, Göteborg Asistență: 6.731 Arbitri: Pavićević, Ražnatović |
| 14 ianuarie 2020 18:15 | Schmid 8 | (10–16) | Zarabec 6 | Scandinavium, Göteborg Asistență: 6.731 Arbitri: Pavićević, Ražnatović |
| 14 ianuarie 2020 18:15 | 3× 2×    | Raport  | 2×        | Scandinavium, Göteborg Asistență: 6.731 Arbitri: Pavićević, Ražnatović |

| 14 ianuarie 2020 20:30 | Polonia | 26–28   | Suedia           | Scandinavium, Göteborg Asistență: 11.061 Arbitri: Nikolov, Nachevski |
| 14 ianuarie 2020 20:30 | Sićko 8 | (13–14) | patru jucători 5 | Scandinavium, Göteborg Asistență: 11.061 Arbitri: Nikolov, Nachevski |
| 14 ianuarie 2020 20:30 | 3× 2×   | Raport  | 3× 2×            | Scandinavium, Göteborg Asistență: 11.061 Arbitri: Nikolov, Nachevski |

## Grupele principale

### Grupa I
| Loc | Echipa      | MJ | V | E | Î | GM  | GP  | DG  | Pct | Calificare                 |
| --- | ----------- | -- | - | - | - | --- | --- | --- | --- | -------------------------- |
| 1   | Spania      | 5  | 4 | 1 | 0 | 153 | 127 | +26 | 9   | Semifinale                 |
| 2   | Croația     | 5  | 4 | 1 | 0 | 127 | 113 | +14 | 9   | Semifinale                 |
| 3   | Germania    | 5  | 3 | 0 | 2 | 141 | 125 | +16 | 6   | Meciul pentru locurile 5-6 |
| 4   | Austria (H) | 5  | 1 | 1 | 3 | 139 | 156 | −17 | 3   |                            |
| 5   | Belarus     | 5  | 1 | 1 | 3 | 138 | 160 | −22 | 3   |                            |
| 6   | Cehia       | 5  | 0 | 0 | 5 | 122 | 139 | −17 | 0   |                            |

1. 1 2  Croația 22–22 Spania
2. 1 2  Belarus 36–36 Austria

| 16 ianuarie 2020 16:00 | Spania                  | 31–25  | Cehia      | Wiener Stadthalle, Viena Asistență: 3.986 Arbitri: Brunner, Salah |
| 16 ianuarie 2020 16:00 | Dujshebaev, Fernández 5 | (14-9) | Zdráhala 8 | Wiener Stadthalle, Viena Asistență: 3.986 Arbitri: Brunner, Salah |
| 16 ianuarie 2020 16:00 | 4× 1×                   | Raport | 6× 2×      | Wiener Stadthalle, Viena Asistență: 3.986 Arbitri: Brunner, Salah |

| 16 ianuarie 2020 18:15 | Croația  | 27–23  | Austria | Wiener Stadthalle, Viena Asistență: 8217 Arbitri: Pichon, Reveret |
| 16 ianuarie 2020 18:15 | Horvat 6 | (13–8) | Weber 6 | Wiener Stadthalle, Viena Asistență: 8217 Arbitri: Pichon, Reveret |
| 16 ianuarie 2020 18:15 | 1×       | Raport | 5× 1×   | Wiener Stadthalle, Viena Asistență: 8217 Arbitri: Pichon, Reveret |

| 16 ianuarie 2020 20:30 | Belarus  | 23–31   | Germania    | Wiener Stadthalle, Viena Asistență: 5.267 Arbitri: Kurtagic, Wetterwik |
| 16 ianuarie 2020 20:30 | Kulesh 6 | (11–18) | Kastening 6 | Wiener Stadthalle, Viena Asistență: 5.267 Arbitri: Kurtagic, Wetterwik |
| 16 ianuarie 2020 20:30 | 4× 1×    | Raport  | 5× 1×       | Wiener Stadthalle, Viena Asistență: 5.267 Arbitri: Kurtagic, Wetterwik |

| 18 ianuarie 2020 16:00 | Belarus    | 28-25   | Cehia      | Wiener Stadthalle, Viena Asistență: 6.007 Arbitri: Mažeika, Gatelis |
| 18 ianuarie 2020 16:00 | Vailupau 6 | (13–11) | Zdráhala 7 | Wiener Stadthalle, Viena Asistență: 6.007 Arbitri: Mažeika, Gatelis |
| 18 ianuarie 2020 16:00 | 5× 2×      | Raport  | 6× 1×      | Wiener Stadthalle, Viena Asistență: 6.007 Arbitri: Mažeika, Gatelis |

| 18 ianuarie 2020 | Spania    | 30–26   | Austria   | Wiener Stadthalle, Viena Asistență: 9.232 Arbitri: Gjeding, Hansen |
| 18 ianuarie 2020 | Maqueda 6 | (17–16) | Božović 5 | Wiener Stadthalle, Viena Asistență: 9.232 Arbitri: Gjeding, Hansen |
| 18 ianuarie 2020 | 3×        | Raport  | 2× 1×     | Wiener Stadthalle, Viena Asistență: 9.232 Arbitri: Gjeding, Hansen |

| 18 ianuarie 2020 21:30 | Croația   | 25-24   | Germania         | Wiener Stadthalle, Viena Asistență: 9.307 Arbitri: Santos, Fonseca |
| 18 ianuarie 2020 21:30 | Karačić 7 | (11–14) | patru jucători 4 | Wiener Stadthalle, Viena Asistență: 9.307 Arbitri: Santos, Fonseca |
| 18 ianuarie 2020 21:30 | 4× 2×     | Raport  | 8× 2×            | Wiener Stadthalle, Viena Asistență: 9.307 Arbitri: Santos, Fonseca |

| 20 ianuarie 2020 16:00 | Croația | 22–21  | Cehia      | Wiener Stadthalle, Viena Asistență: 6,862 Arbitri: Kurtagic, Wetterwik |
| 20 ianuarie 2020 16:00 | Mamić 5 | (11–9) | Zdráhala 7 | Wiener Stadthalle, Viena Asistență: 6,862 Arbitri: Kurtagic, Wetterwik |
| 20 ianuarie 2020 16:00 | 4× 1×   | Raport | 3× 1×      | Wiener Stadthalle, Viena Asistență: 6,862 Arbitri: Kurtagic, Wetterwik |

| 20 ianuarie 2020 18:15 | Belarus    | 28–37   | Spania                  | Wiener Stadthalle, Viena Asistență: 6,149 Arbitri: Santos, Fonseca |
| 20 ianuarie 2020 18:15 | Vailupau 8 | (16–17) | Fernández Pérez, Solé 7 | Wiener Stadthalle, Viena Asistență: 6,149 Arbitri: Santos, Fonseca |
| 20 ianuarie 2020 18:15 | 5× 1×      | Raport  | 3× 1×                   | Wiener Stadthalle, Viena Asistență: 6,149 Arbitri: Santos, Fonseca |

| 20 ianuarie 2020 20:30 | Austria | 22-34   | Germania    | Wiener Stadthalle, Viena Asistență: 9.037 Arbitri: Nachevski, Nikolov |
| 20 ianuarie 2020 20:30 | Bilyk 5 | (13–16) | Kastening 6 | Wiener Stadthalle, Viena Asistență: 9.037 Arbitri: Nachevski, Nikolov |
| 20 ianuarie 2020 20:30 | 4× 2×   | Raport  | 2×          | Wiener Stadthalle, Viena Asistență: 9.037 Arbitri: Nachevski, Nikolov |

| 22 ianuarie 2020 16:00 | Croația    | 22–22   | Spania          | Wiener Stadthalle, Viena Asistență: 7.891 Arbitri: Mažeika, Gatelis |
| 22 ianuarie 2020 16:00 | Karačić 10 | (11–12) | A. Dujshebaev 6 | Wiener Stadthalle, Viena Asistență: 7.891 Arbitri: Mažeika, Gatelis |
| 22 ianuarie 2020 16:00 | 4×         | Raport  | 5×              | Wiener Stadthalle, Viena Asistență: 7.891 Arbitri: Mažeika, Gatelis |

| 22 ianuarie 2020 18:15 | Belarus     | 36–36   | Austria | Wiener Stadthalle, Viena Asistență: 6.897 Arbitri: Brunner, Salah |
| 22 ianuarie 2020 18:15 | Vailupau 12 | (19–17) | Bilyk 7 | Wiener Stadthalle, Viena Asistență: 6.897 Arbitri: Brunner, Salah |
| 22 ianuarie 2020 18:15 | 3×          | Raport  | 4× 1×   | Wiener Stadthalle, Viena Asistență: 6.897 Arbitri: Brunner, Salah |

| 22 ianuarie 2020 20:30 | Cehia                   | 22–26   | Germania  | Malmö Arena, Malmö Asistență: 7.153 Arbitri: Gubica, Milošević |
| 22 ianuarie 2020 20:30 | Elísson, Kristjánsson 5 | (11–18) | Nilsson 7 | Malmö Arena, Malmö Asistență: 7.153 Arbitri: Gubica, Milošević |
| 22 ianuarie 2020 20:30 | 2×                      | Raport  | 4× 1×     | Malmö Arena, Malmö Asistență: 7.153 Arbitri: Gubica, Milošević |

### Grupa a II-a
| Loc | Echipa     | MJ | V | E | Î | GM  | GP  | DG  | Pct | Calificare   |
| --- | ---------- | -- | - | - | - | --- | --- | --- | --- | ------------ |
| 1   | Norvegia   | 5  | 5 | 0 | 0 | 157 | 135 | +22 | 10  | Semifinale   |
| 2   | Slovenia   | 0  | 0 | 0 | 0 | 0   | 0   | 0   | 0   | Semifinale   |
| 3   | Portugalia | 5  | 2 | 0 | 3 | 146 | 142 | +4  | 4   | Locurile 5-6 |
| 4   | Suedia (H) | 5  | 2 | 0 | 3 | 120 | 122 | −2  | 4   | Eliminate    |
| 5   | Ungaria    | 5  | 2 | 0 | 3 | 126 | 140 | −14 | 4   | Eliminate    |
| 6   | Islanda    | 5  | 1 | 0 | 4 | 126 | 142 | −16 | 2   | Eliminate    |

1. 1 2 3  Portugal 4 Pt, +18; Sweden 2 Pt, −4; Hungary 0 Pt, −14

| 17 ianuarie 2020 16:00 | Slovenia | 30–27   | Islanda   | Malmö Arena, Malmö Asistență: 6.026 Arbitri: Nachevski, Nikolov |
| 17 ianuarie 2020 16:00 | Bombač 9 | (15–14) | Elísson 6 | Malmö Arena, Malmö Asistență: 6.026 Arbitri: Nachevski, Nikolov |
| 17 ianuarie 2020 16:00 | 4× 1×    | Raport  | 4× 2×     | Malmö Arena, Malmö Asistență: 6.026 Arbitri: Nachevski, Nikolov |

| 17 ianuarie 2020 18:15 | Norvegia  | 36–29   | Ungaria           | Malmö Arena, Malmö Asistență: 8.078 Arbitri: Pavićević, Ražnatović |
| 17 ianuarie 2020 18:15 | Sagosen 7 | (20–12) | Nagy, Ligetvári 5 | Malmö Arena, Malmö Asistență: 8.078 Arbitri: Pavićević, Ražnatović |
| 17 ianuarie 2020 18:15 | 4× 3×     | Raport  | 4× 3× 1×          | Malmö Arena, Malmö Asistență: 8.078 Arbitri: Pavićević, Ražnatović |

| 17 ianuarie 2020 20:30 | Portugalia      | 35-25   | Suedia                | Malmö Arena, Malmö Asistență: 10.135 Arbitri: Gubica, Milošević |
| 17 ianuarie 2020 20:30 | trei jucători 6 | (15–12) | Nilsson, Pettersson 4 | Malmö Arena, Malmö Asistență: 10.135 Arbitri: Gubica, Milošević |
| 17 ianuarie 2020 20:30 | 5× 1×           | Report  | 2× 1×                 | Malmö Arena, Malmö Asistență: 10.135 Arbitri: Gubica, Milošević |

| 19 ianuarie 2020 14:00 | Portugalia       | 25–28   | Islanda    | Malmö Arena, Malmö Asistență: 6,199 Arbitri: Horáček, Novotný |
| 19 ianuarie 2020 14:00 | Areia, Martins 4 | (12–14) | Smárason 8 | Malmö Arena, Malmö Asistență: 6,199 Arbitri: Horáček, Novotný |
| 19 ianuarie 2020 14:00 | 4× 2×            | Raport  | 4× 3×      | Malmö Arena, Malmö Asistență: 6,199 Arbitri: Horáček, Novotný |

| 19 ianuarie 2020 16:15 | Slovenia  | 28–29   | Ungaria   | Malmö Arena, Malmö Asistență: 8.304 Arbitri: Raluy, Sabroso |
| 19 ianuarie 2020 16:15 | Dolenec 8 | (16–13) | Bánhidi 9 | Malmö Arena, Malmö Asistență: 8.304 Arbitri: Raluy, Sabroso |
| 19 ianuarie 2020 16:15 | 5× 2×     | Raport  | 5× 2×     | Malmö Arena, Malmö Asistență: 8.304 Arbitri: Raluy, Sabroso |

| 19 ianuarie 2020 18:30 | Norvegia  | 23–20  | Suedia   | Malmö Arena, Malmö Asistență: 10.141 Arbitri: Geipel, Helbig |
| 19 ianuarie 2020 18:30 | Sagosen 8 | (12–8) | Pellas 5 | Malmö Arena, Malmö Asistență: 10.141 Arbitri: Geipel, Helbig |
| 19 ianuarie 2020 18:30 | 5× 2×     | Raport | 1× 2×    | Malmö Arena, Malmö Asistență: 10.141 Arbitri: Geipel, Helbig |

| 21 ianuarie 2020 16:00 | Portugalia | 24–29   | Slovenia             | Malmö Arena, Malmö Asistență: 3.001 Arbitri: Gjeding, Hansen |
| 21 ianuarie 2020 16:00 | Gomes 6    | (15–14) | Dolenec, Mačkovšek 6 | Malmö Arena, Malmö Asistență: 3.001 Arbitri: Gjeding, Hansen |
| 21 ianuarie 2020 16:00 | 5× 1×      | Raport  | 4× 2×                | Malmö Arena, Malmö Asistență: 3.001 Arbitri: Gjeding, Hansen |

| 21 ianuarie 2020 18:15 | Norvegia  | 31–28   | Islanda       | Malmö Arena, Malmö Asistență: 4.725 Arbitri: Raluy, Sabroso |
| 21 ianuarie 2020 18:15 | Sagosen 9 | (19–12) | Guðmundsson 6 | Malmö Arena, Malmö Asistență: 4.725 Arbitri: Raluy, Sabroso |
| 21 ianuarie 2020 18:15 | 6× 2×     | Raport  | 4× 1×         | Malmö Arena, Malmö Asistență: 4.725 Arbitri: Raluy, Sabroso |

| 21 ianuarie 2020 20:30 | Ungaria | 18-24  | Suedia                 | Malmö Arena, Malmö Asistență: 6.977 Arbitri: Horáček, Novotný |
| 21 ianuarie 2020 20:30 | Szita 4 | (9–10) | Gottfridsson, Pellas 5 | Malmö Arena, Malmö Asistență: 6.977 Arbitri: Horáček, Novotný |
| 21 ianuarie 2020 20:30 | 3×      | Raport | 1×                     | Malmö Arena, Malmö Asistență: 6.977 Arbitri: Horáček, Novotný |

| 22 ianuarie 2020 16:00 | Portugalia | 34–26   | Ungaria           | Malmö Arena, Malmö Asistență: 2.930 Arbitri: Geipel, Helbig |
| 22 ianuarie 2020 16:00 | Moreira 7  | (16–14) | Balogh, Bánhidi 5 | Malmö Arena, Malmö Asistență: 2.930 Arbitri: Geipel, Helbig |
| 22 ianuarie 2020 16:00 | 3×         | Raport  | 2×                | Malmö Arena, Malmö Asistență: 2.930 Arbitri: Geipel, Helbig |

| 22 ianuarie 2020 18:15 | Norvegia    | 33–30   | Slovenia        | Malmö Arena, Malmö Arbitri: Pichon, Reveret |
| 22 ianuarie 2020 18:15 | Gulliksen 7 | (14–13) | Cehte, Kodrin 5 | Malmö Arena, Malmö Arbitri: Pichon, Reveret |
| 22 ianuarie 2020 18:15 | 3× 1×       | Raport  | 3× 1×           | Malmö Arena, Malmö Arbitri: Pichon, Reveret |

| 22 ianuarie 2020 20:30 | Islanda                 | 25–32   | Suedia    | Malmö Arena, Malmö Asistență: 7.153 Arbitri: Gubica, Milošević |
| 22 ianuarie 2020 20:30 | Elísson, Kristjánsson 5 | (11–18) | Nilsson 7 | Malmö Arena, Malmö Asistență: 7.153 Arbitri: Gubica, Milošević |
| 22 ianuarie 2020 20:30 | 2×                      | Raport  | 4× 1×     | Malmö Arena, Malmö Asistență: 7.153 Arbitri: Gubica, Milošević |

## Fazele eliminatorii

### Schemă
|  | Semifinale  | Semifinale |             |    | Finala | Finala |
|  |             |            |             |    |        |        |
|  | 24 ianuarie |            |             |    |        |        |
|  |             |            |             |    |        |        |
|  | Spania      | 34         |             |    |        |        |
|  | Spania      | 34         | 26 ianuarie |    |        |        |
|  | Slovenia    | 32         |             |    |        |        |
|  | Slovenia    | 32         | Spania      | 22 |        |        |
|  | 24 ianuarie |            | Spania      | 22 |        |        |
|  |             | Croația    | 20          |    |        |        |
|  | Norvegia    | Croația    | 20          | 28 |        |        |
|  | Norvegia    |            |             | 28 |        |        |
|  | Croația     | 29         |             |    |        |        |
|  | Croația     | 29         | Finală mica |    |        |        |
|  |             |            |             |    |        |        |
|  | 25 ianuarie |            |             |    |        |        |
|  |             |            |             |    |        |        |
|  | Slovenia    | 20         |             |    |        |        |
|  | Slovenia    | 20         |             |    |        |        |
|  | Norvegia    | 28         |             |    |        |        |

### Meciul pentru locurile 5-6
| 25 ianuarie 2020 16:00 | Germania | 29–27   | Portugalia       | Tele2 Arena, Stockholm Asistență: 7.710 Arbitri: Kurtagic, Wetterwik |
| 25 ianuarie 2020 16:00 | Kühn 6   | (14–13) | Borges, Ferraz 4 | Tele2 Arena, Stockholm Asistență: 7.710 Arbitri: Kurtagic, Wetterwik |
| 25 ianuarie 2020 16:00 | 3× 1×    | Raport  | 4× 1×            | Tele2 Arena, Stockholm Asistență: 7.710 Arbitri: Kurtagic, Wetterwik |

### Semifinalele
| 24 ianuarie 2020 20:30 | Spania          | 34–32   | Slovenia  | Tele2 Arena, Stockholm Asistență: 16.573 Arbitri: Horáček, Novotný |
| 24 ianuarie 2020 20:30 | trei jucători 6 | (20–15) | Dolenec 7 | Tele2 Arena, Stockholm Asistență: 16.573 Arbitri: Horáček, Novotný |
| 24 ianuarie 2020 20:30 | 3×              | Raport  | 4× 2×     | Tele2 Arena, Stockholm Asistență: 16.573 Arbitri: Horáček, Novotný |

| 24 ianuarie 2020 18:00 | Norvegia                  | 28–29 (Prel.) | Croația   | Tele2 Arena, Stockholm Asistență: 16.573 Arbitri: Raluy, Sabroso |
| 24 ianuarie 2020 18:00 | Sagosen 10                | (10–12)       | Duvnjak 8 | Tele2 Arena, Stockholm Asistență: 16.573 Arbitri: Raluy, Sabroso |
| 24 ianuarie 2020 18:00 | 4× 3×                     | Raport        | 6× 2×     | Tele2 Arena, Stockholm Asistență: 16.573 Arbitri: Raluy, Sabroso |
| 24 ianuarie 2020 18:00 | FT: 23–23 Prel.: 3–3, 2–3 |               |           | Tele2 Arena, Stockholm Asistență: 16.573 Arbitri: Raluy, Sabroso |

### Finala mică
| 25 ianuarie 2020 18:30 | Slovenia | 20–28  | Norvegia | Tele2 Arena, Stockholm Asistență: 13.094 Arbitri: Geipel, Helbig |
| 25 ianuarie 2020 18:30 | Bombač 5 | (9–12) | Jøndal 7 | Tele2 Arena, Stockholm Asistență: 13.094 Arbitri: Geipel, Helbig |
| 25 ianuarie 2020 18:30 | 4× 3×    | Raport | 5× 1×    | Tele2 Arena, Stockholm Asistență: 13.094 Arbitri: Geipel, Helbig |

### Finala
| 26 ianuarie 2020 16:30 | Spania  | 22–20   | Croația   | Tele2 Arena, Stockholm Asistență: 17.769 Arbitri: Nachevski, Nikolov |
| 26 ianuarie 2020 16:30 | Gómez 5 | (12–11) | Duvnjak 5 | Tele2 Arena, Stockholm Asistență: 17.769 Arbitri: Nachevski, Nikolov |
| 26 ianuarie 2020 16:30 | 2×      | Raport  | 2×        | Tele2 Arena, Stockholm Asistență: 17.769 Arbitri: Nachevski, Nikolov |

## Clasament și statistici
|  | Echipe calificate la Campionatul Mondial de Handbal Masculin din 2021 și la Jocurile Olimpice de vară din 2020 |
|  | Echipe calificate la Campionatul Mondial de Handbal Masculin din 2021 și la Turneul preolimpic din 2020        |
|  | Echipe calificate la Turneul preolimpic din 2020                                                               |

| Loc | Echipa                |
| --- | --------------------- |
|     | Spania                |
|     | Croația               |
|     | Norvegia              |
| 4   | Slovenia              |
| 5   | Germania              |
| 6   | Portugalia            |
| 7   | Suedia                |
| 8   | Austria               |
| 9   | Ungaria               |
| 10  | Belarus               |
| 11  | Islanda               |
| 12  | Cehia                 |
| 13  | Danemarca             |
| 14  | Franța                |
| 15  | Macedonia de Nord     |
| 16  | Elveția               |
| 17  | Țările de Jos         |
| 18  | Muntenegru            |
| 19  | Ucraina               |
| 20  | Serbia                |
| 21  | Polonia               |
| 22  | Rusia                 |
| 23  | Bosnia și Herțegovina |
| 24  | Letonia               |

## Sponsorizare
| Partenerii EHF                                                                            | Sponsorii Campionatul European | Furnizor Național |
| ----------------------------------------------------------------------------------------- | --- | --- |
| - Gerflor - Infront Sports & Media - Salming Sports - Select Sports Ball - Sport Transfer | - AJ Produse Suedia - Bauhaus Companie - ENalMH Norvegia - Engelbert Strauss - Europa Germania - Good Year - Gorenje - Grundfos - Intersport - Lidl - Liqui Moly - NorDan Norvegia - Point S - Unibet | - Bring Norvegia - Gjensidige Norvegia - HMK Norvegia - Krone Austria - Mitsubishi Motors - Neh Suedia - Ramirent Norvegia - Ricoh Suedia - Scandic Hotels - SJ Suedia - Sport Expressen - Sulland Norvegia - Tetra Pak |